# مهرجان الأوبون
| مهرجان أوبون                   | |
| مهرجان أوبون في نهاية عصر إيدو | |
| مسميات أخرى                    | بون |
| يقيمه                          | الشعب الياباني |
| النوع                          | ديني وثقافي |
| الأهمية                        | تقديس أرواح الأسلاف |
| · التاريخ                      | 15 أغسطس 15 يوليو (كانتو) اليوم الخامس عشر من الشهر القمري السابع |
| التاريخ في 2018                | 25 أغسطس |
| التاريخ في 2019                | 15 أغسطس |
| التكرار                        | سنوي |
| له علاقة بـ                    | مهرجان الأشباح (في الصين) Tết Trung Nguyên (في فيتنام) Baekjung (في كوريا) Pchum Ben (في كمبوديا) Boun Khao Padap Din (في لاوس) Mataka dānēs (في سيريلانكا) Sat Thai (في تايلاند) |

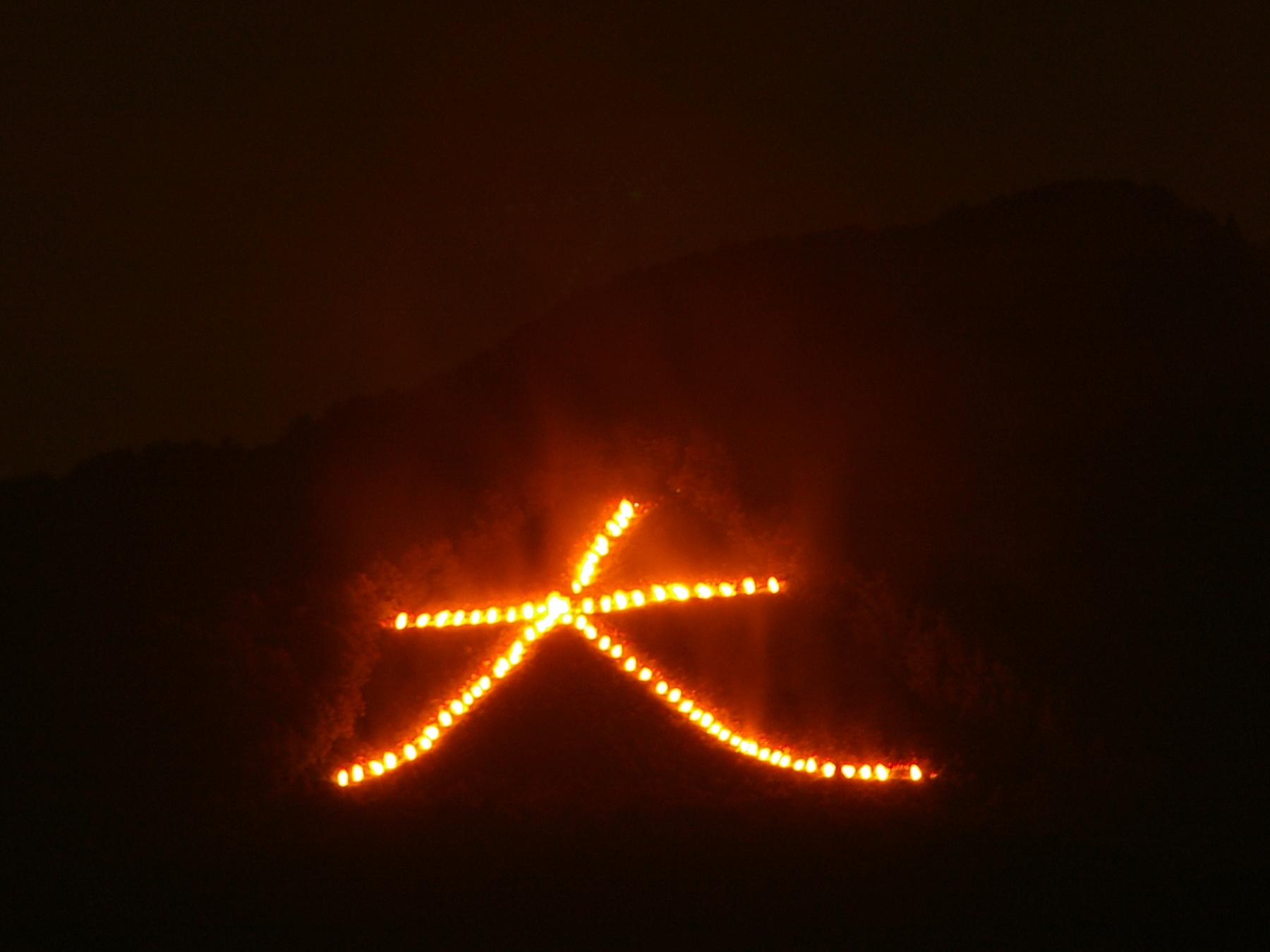
نار مضرمة في قوزان نو أوكوريبي في كيوتو خلال مهرجان الأوبون

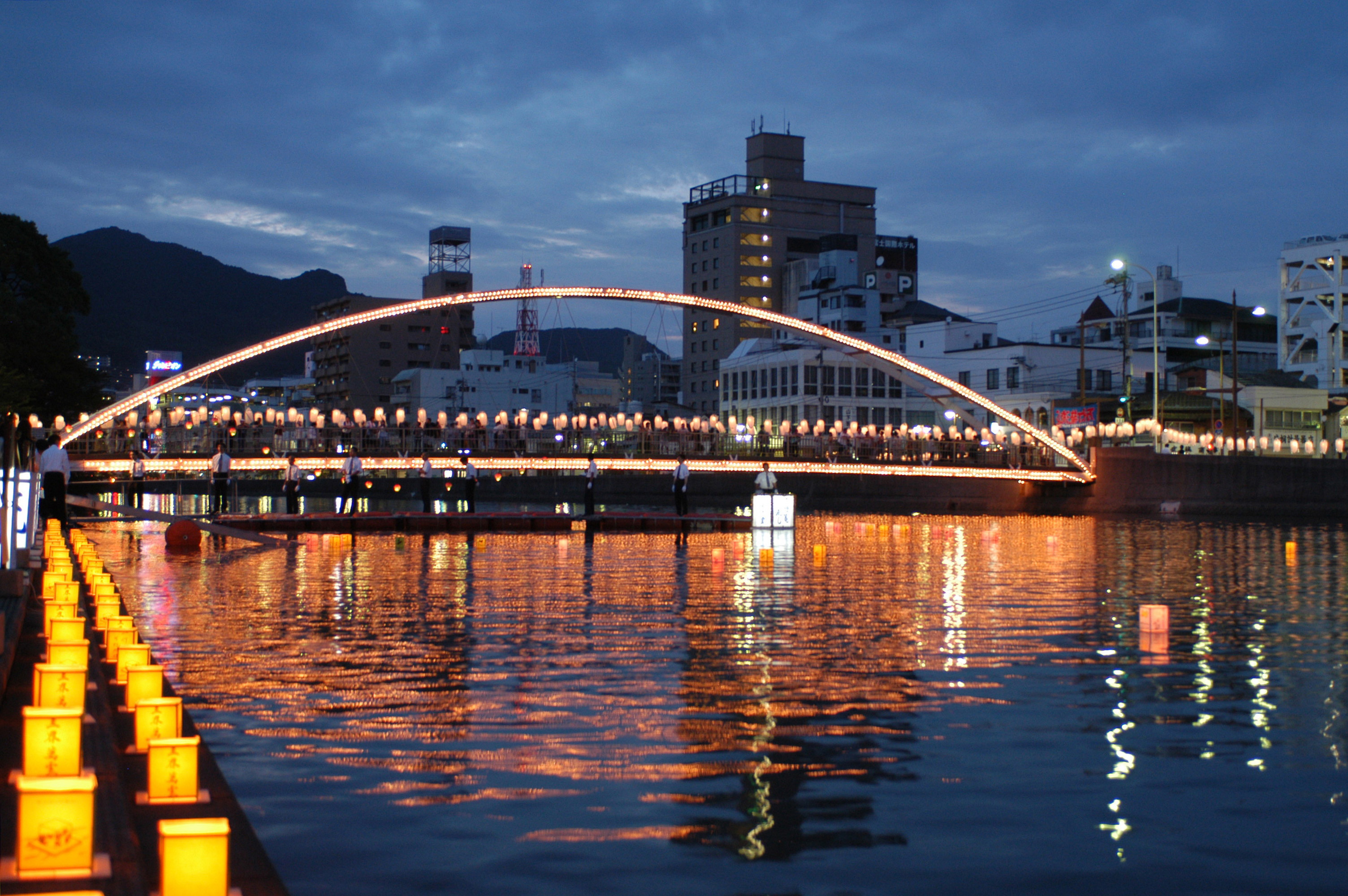
مشاركون يضعون فوانيسًا مضاءة في نهر ساسيبو خلال المهرجان

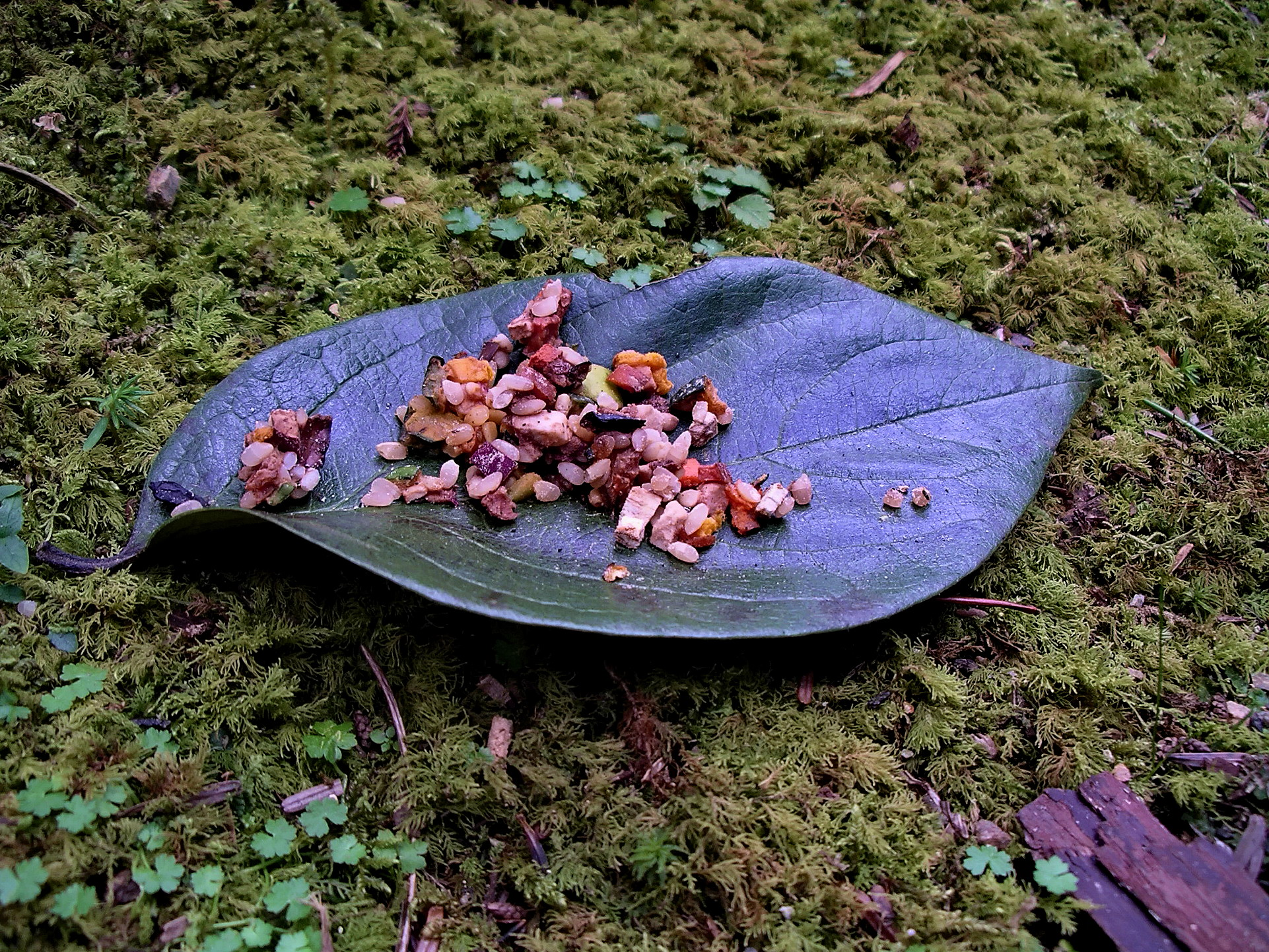
قربان أوبون

أوبون (お盆) أو بون (盆) فقط هو تقليد بوذي ياباني لتعظيم أرواح الأسلاف. تطور هذا التقليد البوذي الكونفوشيوسي لإجازة لم شمل عائلي ييجتمع فيها الناس ببيوت أسلافهم، يزورون قبورهم وينظفونها، وفيه يفترض أن تزور أرواح الأسلاف المذابح في البيوت مرة أخرى. تحتفل اليابان بهذا المهرجان منذ أكثر من 500 سنة ويضم رقصة تعرف بالبون-أودوري.
يدوم مهرجان الأوبون لثلاثة أيام إلا أن تاريخ بدايته يختلف باختلاف المناطق في اليابان فحين تم تغيير التقويم القمري للتقويم الميلادي في بداية عصر ميجي تباينت ردات فعل السكان المحليين ونتجت ثلاثة أوقات مختلفة للأوبون: شيتشيقاتسو بون (بون في يوليو) والذي يتبع التقويم الشمسي ويقام في 15 يوليو في اليابان الشرقية (محافظة كانتو مثل طوكيو ويوكوهاما ومحافظة توهوكو).  يتبع هاتشيقاتسو بون (بون في أغسطس) التقويم القمري ويتزامن موعده مع مهرجان الأشباح (تشوقين) في الخامس عشر من أغسطس وهو التاريخ الأشهر للاحتفال. كيو بون (بون القديم) يقام في اليوم الخامس عشر من الشهر السابع في التقويم القمري لذا فوقته يختلف كل سنة، هناك مناطق تحتقل بالكيو بون مثل الجزء الشمالي من منطقة كانتو ومنطقة تشوقوكو وشيكوكو ومحافظة أوكيناوا.
لا تحسب أيام الأوبون الثلاثة ضمن الإجازات الرسمية إلا أنه من المعتاد السماح للناس بحضورها.

## الأصل
الأوبون تصغير لاحتفال الأشباح (Ullambana أو 于蘭盆會 أو 盂蘭盆會، أورابانا) وهي كلمة سنسكريتية تعني «معلٌقا من قدميه» وتوحي بمعاناة عظيمة، يعتقد اليابانيون بأن عليهم التخفيف من معاناة الأورابانا.
نبعت رقصة البون من قصة ماها مودجالايانا (موكورين) -وهو تلميذٌ لبوذا- الذي استخدم قوى خارقة لينظر لوالدته الميتة فيكتشف أنها سقطت في  الأشباح الجائعة وتتعذب، فذهب لبوذا مضطربًا ليسأله كيف يخلص أمه من هذا العالم فوجهه بوذا لتقديم القرابيان للناسكين البوذيين الذين أنهو اعتكافهم الصيفي، في اليوم الخامس عشر من الشهر السابع، فعل التلميذ-ماها – هذا ورأى تحرر والدته وكذلك بدأ يرى حقيقية إيثارها في الماضي وجميع التضحيات التي بذلتها لأجله، كان التلميذ سعيدًا بتحرر أمه وممتنًا لطيبتها فرقص بحبور ومن هذه الرقصة أتت البون أودوري أو رقصة البون. وقت حيث يُذكر فيه الأسلاف ويُقدرون لتضحياتهم.
لأن الأوبون يقام في الصيف الحار يرتدي المشاركون وفقًا للتقاليد يوكاتا أو كيمونو خفيفًا، وتتضمن الكثير من احتفالات الأوبون كرنفالات وألعابًا وأطعمة مهرجان صيفية مثل البطيخ.
ترسل العوائل أرواح أسلافها لمثواها الأخير بدلالة النار وتعرف هذه الشعيرة بإرسال النار (Okuribi)، كما تشير النار لبداية المهرجان ونهايته.

## بون أودوري

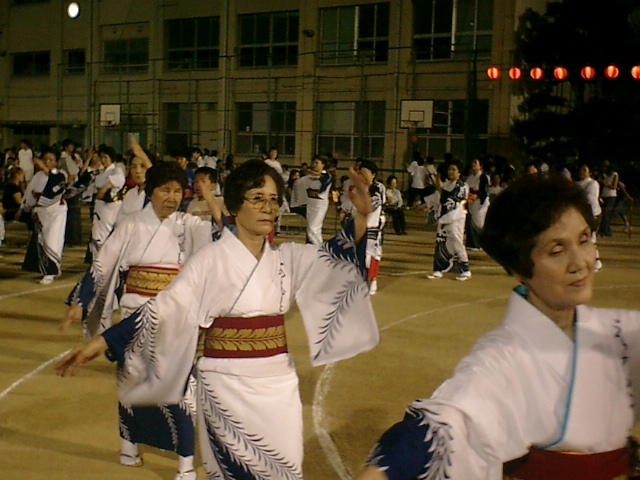
راقصوا بون أودوري (أغسطس 2004 في إبتدائية إيمازو بأوساكا)

تعني بون أودوري (Japanese: 盆踊り) ببساطة رقصة بون وهي نوع من الرقص يؤدي خلال الأوبون، وأصلها رقصة شعبية للترحيب بأرواح الموتى.
يختلف أسلوب الاحتفال تبعًا للمنطقة، فكل منطقة لها رقصتها المحلية وكذلك موسيقى مختلفة قد تكون مرتبطة برسالة الأوبون الروحية أو أغنية مين-يو شعبية ووفقًا لهذا تختلف الرقصة والموسيقى من منطقة لأخرى، تعرف هوكّايدو بأغنية شعبية اسمها «سوران بوشي»، وأما أغنية «طوكيو أوندو» فتأخذ اسمها من عاصمة اليابان -طوكيو-، وفي قوجو بمحافظة قيفو فإن «قوجو أودوري» مشهورة لكل رقصات الليل، و«قوشو أوندو» هي أغنية شعبية من محافظة شيقا، أما سكان منطقة كانساي فسيتعرفون على الأغنية المشهورة «كاواتشي أوندو»، وتشتهر توكوشيما في شيكوكو برقصة آوا أودوري، وفي الجنوب يمكن للمرء أن يسمع «أوهارا بوشي» التي تعود لكاقوشيما.
طريقة تأدية الرقصة تختلف أيضًا حسب المنطقة، في رقصة بون الأساسية يصطف الناس مشكلين دائرة حول سقالة خشبية مرتفعة تُصنع خصيصُا للاحتفال اسمها ساقورا ويقف عليها الموسيقيون والمغنون عادة، يتقدم بعض الراقصون مع عقارب الساعة فيما يتقدم آخرون عكسها، بعض من الراقصين يعكس اتجاهه خلال الرقصة إلا أن معظمهم لا يفعل هذا، في أوقات يواجه الناس الياقورا ويتحركون للامام متجهين إليها ثم للخلف مبتعدين عنها، مع ذلك بعض الرقصات مثل رقصة أوهارا لكاقوشيما وآوا أودوري لتوكوشيما تؤدى في خط مستقيم عبر طرقات المدينة.
يمكن لرقصة المنطقة أن ترسم تاريخ المنطقة وميزتها، مثلًا حركات رقصة تانكو بوشي (أغنية تنقيب الفحم) لمنجم ميئكي القديم في كيوشو تظر حركات منجمين كالحفر ودفع العربات وتعليق الفوانيس وما إلى ذلك، وتحاكي سوران بوشي التي سبق ذكرها عمل صيادي السمك كجذب الشباك، ويؤدي كل الراقصين نفس الرقصة متسلسلة متناغمين.
هناك عدة طرق أخرى تختلف بها رقصة بون في كل منطقة، بعض الرقصات تتضمن استخدام أنواعٍ مختلفة من المراوح فيما تتطلب رقصات أخرى استعمال مناشف صغيرة تسمى تينقوي يمكن أن تكون ملونة بتصاميم مختلفة، وتستلزم رقصات أخرى استعمال المصفقة (clappers) أو «كاتشي-كاتشي» أثناء الرقصة، وتؤدى رقصة هاناقاسا في ياماقاتا بقبعات قش مزينة بالزهور.
إن الموسيقى التي تعزف في رقصة بون ليست محصورة بموسيقة الأوبون ومينيو إذ تعزف خلال موسم الأوبون بعض الإنكا الحديثة وألحان الأطفال ويرقص الناس عليها.
يقال أن تقليد رقصة البون بدأ في السنوات الآخيرة من فترة موروماتشي كترفيه شعبي ومع مرور الوقت تلاشى المعنى الديني الأصلي وباتت الرقصة مقترنة بالصيف.
رقصة البون التي تؤدى في جزر أوكيناوا وتعرف بإيسا تشابه أنقاما في جزر يائياما.

## الاحتفالات خارج اليابان

### البرازيل
تحتفل العديد من المجتمعات اليابانية في البرازيل كل عام بمهرجان رقصة البون، تضم البرازيل أكبر تجمع سكاني ياباني خارج اليابان وتعد ساو باولو المدينة الرئيسية للمجتمع الياباني في البرازيل وفيها أكبر مهرجان في البرازيل بالرقص «أودوري» في الشارع ورقص ماتسوري كما تقام مسابقات عزف على التايكو والشاميسين وبالطبع هذه المهرجان تتميز بالطعام والشراب الياباني المتنوع وكذا الرقص والفن.

### ماليزيا
في ماليزيا يحتفل بمهرجان البون أودوري كل سنة أيضًا في إسبلانادي (بادانق كوتا لاما) بينانق ومدرج شركة ماتسوشيتا الرياضي في شاه ألام وسيلانقور وجامعة ماليزيا ساباه في كوتا كينابالو، هذا الاحتفال وهو جاذب كبير لولاية سيلانقور أتى من مجتمع المهاجرين اليابانيين والمنفيين منها في ماليزيا ومقارنة بالمهرجان في اليابان فإنه يُحتفل به على نطاق أضيق في بنانق وسيلانقور وساباه وأقل ارتباطًا بالبوذية وأكثر بالثقافة اليابانية ويقام أساسًا لتعريف السكان المحليين بأجزاءٍ من الثقافة اليابانية إذ يوفر تجربة لعديد من الأطعمة والأشربة اليابانية المتنوعة والفنون والرقص مع شركات يابانية في ماليزيا تشارك في المهرجان لتروج منتجاتها

### الولايات المتحدة وكندا
في أمريكا الشمالية يحتفل الناس بالبون خصوصًا اليابانيون الأمريكيون واليابنيون الكنديون المتصلون بالمعابد والمنظمات البوذية. تحتفل المعابد البوذية الكنسية الأمريكية (BCA) بالبون عادة وتضمن احتفالاتٍ دينية ورقصات بون تقليدية حول برج، تقيم العديد من المعابد معارضًا ثقافية بأطعمة موفرة أطعمة وأساليب طهو متنوعة لتظهر أجزاءً من الثقافة اليابانية والثقافة الأمريكية اليابانية. مؤخرًا بات قارعوا الطبول من المحترفين والهواة جزءًا مشهورًا من مهرجانات البون أودوري. يقام مهرجان البون أودوري في أي وقت بين يوليو وسبتمتبر. وتشبه ألحان البون أودوري تلك التي في اليابان فعلى سبيل المثال تؤدى رقصة تانكو بوشي من كيوشو أيضًا في كاليفورنيا بالولايات المتحدة. نتيجة لاندماج المهاجرين اليابانيين تختلف رقصات البون أودوري في الشمال والجنوب وتأثر بعضها بالثقافة الأمريكية مثل «بيسبول أوندو».

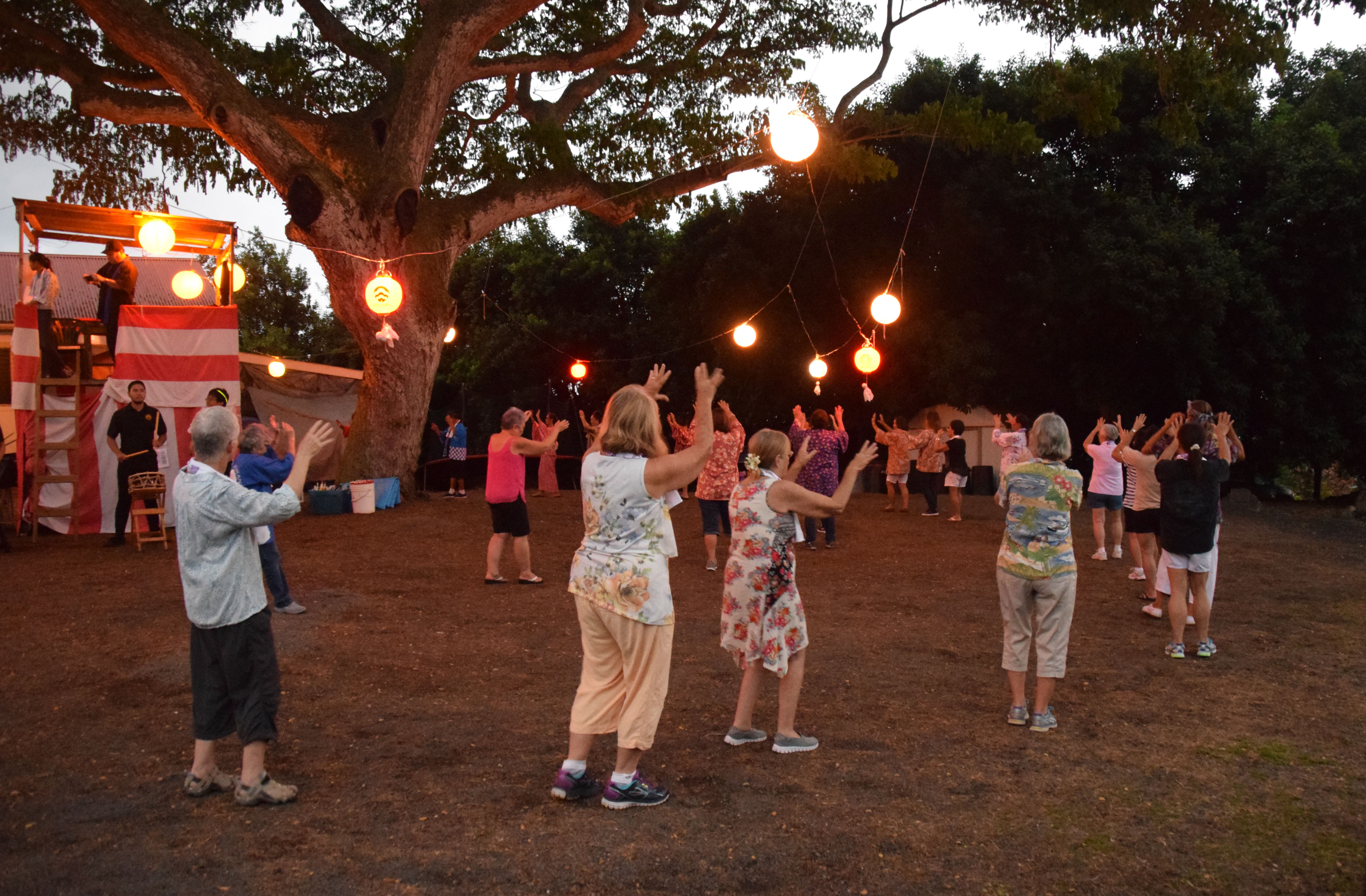
تنتعش كيئي – وهي منطقة بعيد في الجهة الغربية من هاواي- بالحياة حينما تقام رقصة البون أسفل شجرة ألبازيا سامان في القصور والقبور البوذية كل أغسطس

يعد موسم البون جزءً مهمًا لثقافة هاواي المعاصرة وحياتها، وبدأ فيها بقدوم عاملي المزارع من اليابان، والآن تقام رقصة البون في خمس جزر كبيرة (كاواي وأوهو، ومولوكاي، وماوي، وهاواي) في المساء خلال نهاية الأسبوع من يونيو إلى أغسطس في معابد بوذية إلا أنها أحيانًا تقام في معابد شينتو أو في مراكز التسوق، في بعض المعابد البوذية تسبق الرقصة شعائر بسيطة حيث يشعل الأهالي البخور للذكرى وفيما خلا هذا فإن الاحتفال غير ديني. تختلف الأغاني في الاحتفال حسب المنطقة، ساعة أو ساعتي رقص بون في الجزء الغربي من جزيرة كبيرة (مثلًا في كاليوا كونا وحولها) تبدأ عادة بتانكو بوشي وتستمر بأغاني مثل كاواتشي أوتوكو بوشي (باستخدام مصفقة خشبية) ويوكاتا أودوري (باستخدام مناشف تقدم عند مكتب التبرعات) وأساتويا يونتا وأشيبينا من محافظة أوكيناوا (مما يعكس حقيقة أن هناك الكثير يرجع أصلهم لأوكيناوا يعيشون في هاواي) بوكيمون أوندو بوشي للأطفال وأغاني زومبا لليافعين، وبيوتفل سنداي وغيرها، وينتهي بفوكوشيما أوندو احتفالًا بحصاد وافر، يرقص المشتركون من كافة الأجناس في دائرة كبيرة حول الياقورا – وهو برج في منتصف الدائرة – ومن خلاله تذاع الأغاني المسجلة التي ترافقها مجموعة تايكو تقرع الطبول. في المدن الكبيرة تقدم دروسٌ لرقصة للمتطوعين قبل المهرجان.
قد تحتفل بعض المتاحف اليابانية بمهرجان الأوبون مثل متحف موريكامي الياباني في فلوريدا.
تستضيف الحديقة النباتية في سانت لويس ميسوري مهرجان البون خلال إجازة يوم العمال كل سنة منذ 1977 ويعرف بالاحتفال الياباني وهو تعاون مع عدة منظمات يابانية-أمريكية، وتستضيف ألافًا من الناس خلال ثلاث أيام موفرة موسيقى يابانية وفنونًا ورقصًا وطعامًا وترفيهًا يشمل الرقص حول ياقورا ومصارعة سومو وطبول تايكو ومعارض بونساي وموسيقى معزوفة بألات تقليدية وعدة بازارات وقاعات طعام بأطعمة يابانية ومراسم تحضير الشاي وفوانيس مضاءة تطلق في بحيرة الحديقة وحدائق يابانية وغيرها الكثير.

### تايوان
يحتفل به في تايوان أيضًا نظرًا لأصولها الصينية والتأثير الصيني عليها